# Megalomys audreyae
Megalomys audreyae é um roedor extinto da tribo Oryzomyini originário de Barbuda, nas Pequenas Antilhas. Descrito com base em uma única mandíbula (maxilar inferior) sem o primeiro molar e um incisivo superior isolado, ambos de idade incerta, mas do período Quaternário, é um dos membros menores do gênero Megalomys. Pouco se sabe sobre o animal, e sua origem e distinção de "Ekbletomys hypenemus", um Oryzomyini ainda maior e também extinto que ocorria em Barbuda, foram questionadas. A fileira de dentes na mandíbula tem um comprimento de 8,7 mm nos alvéolos dentários. O terceiro molar é relativamente estreito, e tanto o segundo quanto o terceiro molar apresentam um vale amplo entre suas cúspides externas.

## História
Os restos de Megalomys audreyae foram encontrados por John Walter Gregory em brechas de caverna em Barbuda por volta de 1900, com a localidade exata desconhecida. Em sua descrição de 1901 de Oryzomys luciae, Charles Immanuel Forsyth Major mencionou o animal de Barbuda como outro membro do grupo Megalomys, mas nunca publicou uma descrição formal. Édouard Louis Trouessart nomeou-o Oryzomys (Megalomys) majori em seu Catalogus Mammalium, mas sem descrição, tornando o nome um nomen nudum. Em 1926, Arthur Hopwood finalmente o descreveu e nomeou Megalomys audreyae em homenagem à esposa de Gregory, Audrey, seguindo a intenção de Major.
Os membros da tribo Oryzomyini do Caribe foram revisados em 1962 por Clayton Ray, que examinou os espécimes encontrados por Gregory e os redescobriu. Ele sugeriu que M. audreyae poderia, na verdade, ter vindo de Barbados em vez de Barbuda, citando a ocorrência de outro Oryzomyini ("Ekbletomys hypenemus") em depósitos de cavernas em Barbuda, evidências circunstanciais da presença de um roedor nativo em Barbados, incerteza sobre se Gregory visitou Barbuda e considerações biogeográficas.
Na literatura subsequente, M. audreyae raramente foi mencionado e nunca descrito em detalhes. Em uma revisão de 1999 sobre extinções recentes de mamíferos, Ross MacPhee e C. Flemming relataram que M. audreyae foi recuperado de uma localidade em Barbuda conhecida como Darby Sink, datada por radiocarbono em cerca de 1200 a.C. Eles também sugeriram que M. audreyae e "Ekbletomys" poderiam ser idênticos. No entanto, em 2009, Samuel Turvey sugeriu que dois ratos diferentes estavam presentes em material de Barbuda, o que implicaria que M. audreyae é uma espécie válida.

## Descrição

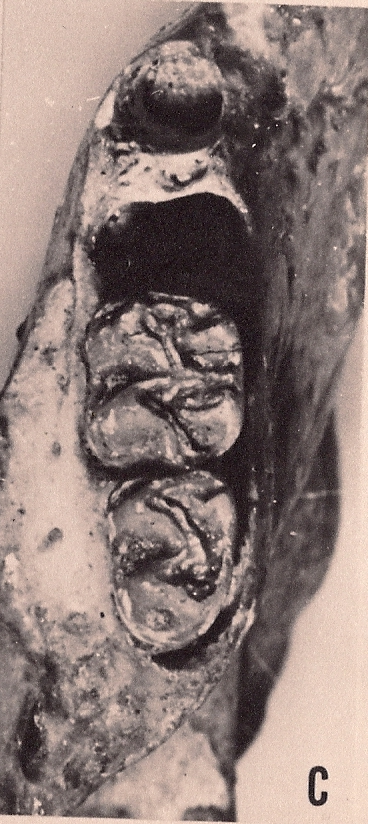
Fileira de dentes na mandíbula: segundo e terceiro molar, com o primeiro molar ausente.

Os únicos restos de Megalomys audreyae descritos na literatura são os dois espécimes originais encontrados por Gregory: um incisivo superior esquerdo e uma mandíbula esquerda. O incisivo superior não apresenta sulcos, com comprimento de 2,6 mm e largura de 1,5 mm, sem outras características significativas.
A mandíbula, gravemente danificada, não possui os processos condilar, coronoide e angular na parte posterior, contendo o segundo e o terceiro molar e parte do incisivo inferior, mas sem o primeiro molar. O processo capsular do incisivo inferior, uma leve elevação do osso mandibular na extremidade posterior do incisivo, é pequeno. Os alvéolos dentários preservados mostram que o primeiro molar era sustentado por raízes grandes na frente e atrás, com uma raiz menor entre elas. O segundo molar é aproximadamente quadrado e exibe as quatro cúspides principais comuns em roedores: protoconídeo, metaconídeo, hipoconídeo e entoconídeo. Um mesolofídeo (crista) bem desenvolvido também está presente, como na maioria dos membros de Oryzomyini. O vale principal entre as cúspides é largo e em forma de V. O terceiro molar tem o mesmo comprimento do segundo, mas é mais estreito, com o entoconídeo pouco desenvolvido. Novamente, o vale principal é largo e em forma de V. O comprimento da fileira de dentes nos alvéolos é de 8,7 mm. O segundo molar tem 2,5 mm de comprimento e 2,2 mm de largura, enquanto o terceiro molar tem 2,5 mm de comprimento e 1,8 mm de largura.
Quando Clayton Ray descreveu "Ekbletomys hypenemus" com base em abundantes restos esqueléticos de Barbuda e Antígua, ele o distinguiu cuidadosamente de M. audreyae, o único outro roedor nativo registrado nessas ilhas. M. audreyae é muito menor que "Ekbletomys"; por exemplo, 72 espécimes deste último apresentaram comprimento alveolar dos molares inferiores variando de 10,3 a 12,6 mm (média de 11,6 mm, desvio padrão de 0,49 mm; compare com 8,7 mm para M. audreyae). Além disso, os vales principais em forma de V e o terceiro molar estreito de M. audreyae contrastam com os vales principais estreitos e de lados paralelos e o terceiro molar largo de "Ekbletomys". Esses caracteres, juntamente com outros observáveis em espécies de Megalomys representadas por material mais completo, convenceram Ray de que M. audreyae e "Ekbletomys" não apenas são espécies distintas, mas também não compartilham uma relação próxima. Em vez disso, ele propôs que a combinação de tamanho grande, ocorrência nas Pequenas Antilhas e semelhança na morfologia molar indicava uma relação entre M. audreyae e outras espécies de Megalomys, sugerindo que M. curazensis [en] de Curaçau, próximo à Venezuela, poderia ser a mais próxima de M. audreyae.